# 颱風暹芭 (2010年)
| 太平洋颱風季             |
| 主題頁 - 專題 - 編輯指南 |

颱風暹芭（國際編號：1014；聯合颱風警報中心：WP162010；菲律賓大氣地球物理和天文管理局：Katring）為2010年太平洋颱風季的熱帶氣旋之一。

## 發展歷史
10月20日日本氣象廳報告一熱帶低氣壓生成。對流旺盛，北部對流增強，低層環流中心切入對流發展。系統直徑約700公里，是一個中型熱帶氣旋。系統身處的地區垂直風切變微弱至中等，高空輻散良好，海水溫度約攝氏28度。系統於兩天後受到較低水溫影響開始減弱，溫帶氣旋轉化開始。
其後於日本氣象廳發佈的最佳路徑中，日本氣象廳將暹芭的風速上調至95節，氣壓下調至930hPa。而在香港天文台所發佈的最佳路徑中，香港天文台把暹芭的風速上調為每小時175公里。

## 影響

### 臺灣
10月28日佳芭外圍環流影響到臺灣，但是沒傳出災情。

## 外部連結
- （英文）http://www.usno.navy.mil/JTWC （页面存档备份，存于） 聯合颱風警報中心首頁
- （日語）http://www.jma.go.jp/jma/index.html （页面存档备份，存于） 日本氣象廳首頁
- （简体中文）http://www.cma.gov.cn/ （页面存档备份，存于） 中國氣象局首頁
- （繁體中文）http://www.cwb.gov.tw （页面存档备份，存于） 中央氣象局首頁
- （英文）http://www.pagasa.dost.gov.ph/ （页面存档备份，存于） 菲律賓大氣地球物理和天文管理局首頁
- （繁體中文）http://www.hko.gov.hk （页面存档备份，存于） 香港天文台首頁
- （繁體中文）http://www.smg.gov.mo （页面存档备份，存于） 澳門地球物理暨氣象局首頁
- （日語）http://agora.ex.nii.ac.jp/cgi-bin/dt/search_name2.pl?lang=ja&t=0&b=14&type=1&size=128&upp=870&sy=1906&lowp=900&ey=2013&basin=wnp&name=日本數位颱風網歷年氣壓900百帕以下颱風首頁